# S.I.D-Sound
S.I.D-Sound(시드 사운드)는 대한민국의 인디 음악제작 그룹이다. 2005년 7월 24일 결성되었으며, 이름은 'Studio. Innocent Dreamers-Sound project group'의 줄임말이다. 팀으로 활동을 시작하였으며, 주로 가요, 오리지널 음반, 애니메이션 음악, 게임 음악 등의 음악 제작 활동과 정기적인 공연 활동을 한다.

## 멤버 구성
멤버는 다음과 같이 구성되어 있다.

### 소속 멤버
- 이종성 : 예명 tacat. 창설자. 작곡및 편곡부터 음악전반의 믹싱, 마스터링까지 전적으로 담당하고 있다. 현재는 탈퇴.(https://web.archive.org/web/20150402222914/http://sid-sound.com/main/infomation/2877#0),블로그:(http://blog.naver.com/tacat080427)
- 강민훈 : 예명 BLOODMOON. 공동창설자. 어린시절부터 클래식작곡에 능통해 많은곡을 남겼다.
- 이상용 : 예명 HiTaZ.작곡및 편곡담당. 2013년부터는 Cradle Edge라는 일렉트로닉 음악을 주로한 프로젝트를 시작했다.
- 김민석 : 예명 4-parts. 작곡 담당. 명곡인 '여래아'를 중학교 2학년때에 작곡하여 주목받음.
- 예은수 : 예명 ampstyle. 작곡 담당. 해체 이후 달의하루로 활동하다 2020년 9월 7일 사망하였다.
- 조세희 : 예명 PARABIRTH. 작곡 및 편곡 담당.
- 권수현 : 예명 Aragon. 수석 작곡가. 세련된 현악기 편곡 실력을 지니고 있으며, 2012년 이후부터 많은 주제곡들을 담당하고 있다.
- 문창환 : 예명 lizt. 베이스 연주자.
- 김기현 : 예명 코스믹사운드. 대중가수 프로듀싱으로 왕성한 활동중인 작곡가/프로듀서. 2014년 6월에 합류

### 이전 멤버
※현재 S.I.D-Sound(시드 사운드)는 음악 프로덕션으로 변경되어, 보컬이 소속되어 있지 않으나 과거 아마추어 제작활동을 하던 시절에는 보컬이 소속되어 있었다.
아래는 아마추어 제작활동 당시의 보컬 멤버들이다.
| 활동명(본명)     | 데뷔곡                                                                   |
| ---------------- | ------------------------------------------------------------------------ |
| 서량(박서희)     | 2006년 "Resurrection (Digital Single)"                                   |
| Cielo(김나정)    | 2007년 "Eclipse"                                                         |
| 로리체슬(임다현) | 2007년 "Brilliant Star"                                                  |
| Elika(김현명)    | 2007년 "Melody"                                                          |
| Banami(장하연)   | 2008년 〈난니쿠 요정의 분주한 하루〉(게스트 보컬) "Moondrops"(정규 보컬) |
| Narae(김나래)    | 2008년 "1dB의 마법"                                                      |
| Lucy(전초롱)     | 2011년 "달리는 별빛처럼"                                                 |
| Vin(유원빈)      | 2011년 "달리는 별빛처럼"                                                 |

## 발표한 음반

### 정규 음반
| 앨범코드 | 음반명              | 발매일                             | Re-Release | 특전                                                                                       |
| --- | ------------------- | ---------------------------------- | ---------- | ------------------------------------------------------------------------------------------ |
| SIDA-0001 | 1st. INNOCENT EYES  | 07.02.15                           | 10.07.16   | -                                                                                          |
| 첫 번째 정규 음반, 타이틀 곡인 〈Innocent Eyes〉와 〈Reminiscence Overture〉 등 총 10 곡이 수록되었다. |                     |                                    |            |                                                                                            |
| SIDA-0002 | 2nd. DECIBE1 M♠GIC! | 08.07.19                           | 10.07.16   | -                                                                                          |
| 두 번째 정규 음반, 타이틀 곡인 〈1dB의 마법〉과 절망희 1부 OP 〈Lost Generation〉 등 총 11곡이 수록되었다. |                     |                                    |            |                                                                                            |
| SIDA-0003 | 3rd. 樂園의 꽃      | 09.08.11                           | 12.05.21   | 리릴리즈 예약특전 : Special Collect Card 008, 009                                          |
| 세 번째 정규 음반, 타이틀 곡인 〈낙원의 꽃〉과 〈첫눈에〉 등 총 10곡이 수록되었다. |                     |                                    |            |                                                                                            |
| SIDA-0004 | 4th. CastoR☆Pollux  | 11.01.24                           | -          | 초회특전 : COLLECTOR'S TICKET #03                                                          |
| 네 번째 정규 음반, 타이틀 곡인 〈CastorPollux〉와 Elika의 Lucky★Five 주제곡 〈Lucky Striker〉 등 총 11 곡 이 수록되었다. |                     |                                    |            |                                                                                            |
| SIDA-0007 | 5th. 별에게 소원을☆ | 12.01.11                           | -          | 예약특전 : Special Collect Card 001~006 중 2매 초회특전 : COLLECTOR'S TICKET #04           |
| 다섯 번째 정규 음반, 타이틀 곡인 〈별에게 소원을〉과 라이트노벨, 엔딩 이후의 세계 주제곡인 "그건 이상한 오후" 와 아트림미디어 작품, '리버스' 주제곡인 "Selfishness", 제오닉스(주) 온라인 TGC 게임, '소드걸스' 주제곡인 "Prayer" 등 총 10 곡 이 수록되었다. |                     |                                    |            |                                                                                            |
| IMA-0006 | 6th. Fate Symphonia | 2013년 10월 28일(한정판 음반 출고) | -          | 예약특전 : Inst. track(MR) 수록 CD 추가 제공, 참여 가수 친필 감사문구, 음원 전곡 미리 제공 |
| 여섯 번째 정규 음반, 타이틀 곡인 〈Fate Symphonia〉과 엘리카의 컴백곡이자 루시와의 듀엣곡인 '승리의 여신', 및 보라의 데뷔곡 등 총 8 곡 이 수록되었다. |                     |                                    |            |                                                                                            |
| SIDA-0010 | 7th. 난정서         | 2018년 5월 28일                    | -          |                                                                                            |
| 마지막 음반, 타이틀 곡인 〈내일의 하모니아〉등 총 10곡이 수록되었다. |                     |                                    |            |                                                                                            |

### 참여 음반
- Guest Project VOL.1 白夜(White Night) (2008년 2월 2일)
  - 시드 사운드와 외부 작곡가들의 곡들과 싱글 앨범 Light Melody의 곡들이 수록되었다.
- 동인 게임 주제가 모음 VOL.1 Lucid Stars (2008년 4월 28일)
  - 2007~2008년간 시드 사운드에서 제작한 동인게임 주제가들이 수록되었다.
- Guest Project VOL.2 Atmosphere (2009년 2월 1일)
  - '대기권과 하늘' 을 테마로 제작되었으며 시드 사운드와 외부 작곡가들의 곡들이 수록되었다.
- S.I.D-Sound on PopStage : the Collection (2009년 12월 12일)
  - 온라인 리듬액션 게임, Popstage에 수록된 S.I.D Sound 곡들을 Full Version 음원으로 다시 제작한 앨범이다.
- Diamond Stars (시드 사운드 주제가 모음 VOL.2) (2010년 1월 30일)
  - 2008~2009년간 시드사운드에서 제작한 동인게임 주제가들이 수록되었다.
- Guest Project VOL.3 Miracle Planet (2010년 7월 30일)
  - Guest Project 시리즈의 마지막 Volume, '기적의 별'이라는 테마로 제작되었으며 시드 사운드와 외부 작곡가들의 곡들이 수록되었다.
- S.I.D-Sound on O2Jam : the Collection (2012년 7월 30일)
  - 스마트폰 리듬액션 게임, O2Jam에 수록된 S.I.D Sound 곡들을 Full Version 음원으로 다시 제작한 앨범이다.
- The Acoustica VOL.1 Will (2012년 9월 16일)
  - 8월 4일에 진행한 S.I.D-Sound의 어쿠스틱 공연. S.I.D-Sound the Acoustica에서 선보인 S.I.D-Sound의 어쿠스틱 어레인지 음원들을 모아둔 음반. 신곡인 DATE와 북극성 그리고 앨범의 타이틀 곡인 Will등이 수록되었다.
- Cradle Edge 1st. M!RROR (2013년 )
  - HiTaZ와 Banami가 결성한 유닛 Cradle Edge의 첫 정규 앨범이다. 타이틀곡은 M!RROR
- Fate Symphonia (2013년 )
  - 서량, Vin, banami, Lucy, 그리고 새 멤버인 BORA와 복귀멤버 Elika가 참여한 앨범이다.
- Secret Compilation
- 아이돌 파라다이스 캐릭터송 모음 Vol.1
- PRESENT
- Collection of S.I.D-Sound 'The Winter Special'
- 난정서

### 싱글
- Resurrection (2006년 12월 22일, 디지털 앨범)
  - 최초로 공개된 비정규 음반
- Light Melody (2007년 8월 30일, 디지털 앨범)
  - 두 번째 싱글음반, 보컬 Elika가 데뷔하였으며, 나중에 이 앨범의 수록곡들은 Guest Project Vol.1 白夜에 수록된다.
- LIVE COMMUNICATION! (2009년 8월 16일)
  - 시드 사운드의 첫 콘서트, 'LIVE COMMUNICATION!'을 기념하는 음반으로 콘서트 현장 판매하였다.

### 미니 앨범
- Monochrose (2011년 5월 23일)
  - 보컬 Elika의 첫 번째 솔로 음반.

- Departure Station (2011년 8월 14일)
  - 시드사운드 유닛그룹 Liaxy의 첫 번째 솔로 음반.

- 소녀이론 - girl's theory - (TPRO.wav 1st Project) (2013년 )
  - 팀 프로그래시브의 첫 프로젝트 음반이다.
  - 최초판매는 2013년 5월 제 2회 케이크스퀘어 행사장 내 이노센트뮤직 부스에서 이루어졌다.

- Showcase Disk ~ first season ~ (Innocent Stars Showcase Disk 1st.) (2013년 )
  - 이노센트뮤직과 S.I.D Sound의 콜라보레이션으로, 캐릭터 아이돌 프로젝트인 "Innocent Stars"의 데뷔 싱글 앨범이다.

### 관련 비디오 앨범
- Collector's Clips (2012년 )
  - S.I.D Sound의 공연 실황 영상이 다수 수록된 컬렉션 앨범이다. 표지 속 인물은 banami.
  - 콘서트 영상이 담긴 DVD와 특전 음악CD로 구성되어있다.
- Winter Clips (2013년 )
  - S.I.D Sound Winter Party의 겨울라이브가 담긴 DVD이다. (현재 이노센트미디어 discography 목록에 존재하지 않는다.)
- Cloud Journey Clips (2013년 )
  - S.I.D-Sound Live Tour 2013 : Cloud Journey in SEOUL의 실황 영상이 담긴 비디오 앨범이다.
  - 두 장의 DVD로 구성되어있는데, disk1은 Cloud Journey in SEOUL, disk2는 전국투어 영상과 백스테이지 비디오가 담겨있다.

## 참여한 작품

### 게임
- 사월의 달 (새얀)
- 달의 자장가 (은익)
- 닷지볼 매니저 2007 (태그소프트)
- Howling Dream (팀 아사나래)
- Love One (팀 Lo Project)
- 절망희 1부 ~Lost Arcadia~ (팀 바실리스크)
- Intermedio Larghissimo (스튜디오 아인즈)
- 타르타로스 온라인 (제작 인티브 소프트, 배급 위메이드 엔터테인먼트)
- 팝스테이지 (제작/배급 엠게임)
- True Love Hunt (팀 Neneko)
- Tic Tac Toe (Tic Tac Toe 제작 위원회)
- Intermedio Presto (스튜디오 아인즈)
- す快らーく(Sky Rark) (Team 4(Hyperion))
- 3M -Marionettes manipulate the marionette (Team 4(Hyperion))
- 절망희 2부 ~Cross Encounter~ (팀 바실리스크)
- Puella Bella (BMS, KBP2010 출품)
- 스타 프로젝트 (제작/배급 아툰즈)
- Sabin Sound Star (3S Factory)
- EZ2DJ 7th trax:Bonus Edition (Amuse World)
- EZ2AC : ENDLESS CIRCULATION (Square Pixels)
- PUMP IT UP Fiesta EX (제작 안다미로)
- 리듬앤파라다이스 (제작/배급 엠게임)
- 메이플스토리 (제작/배급 넥슨)
- 오투잼 아날로그 (제작 아이두아이앤씨, 배급 모모)
- 오투잼 U (제작/배급 모모)
- 아이돌 파라다이스 (제작 주식회사 포비커)

### 드라마 CD
- 어서오세요 305호에! 라디오 드라마 (팀 건성건성)
- 최강기렌전설 드라마 CD (팀 I.D.) - 인터넷 보이스 드라마 제작팀 I.D.가 제작. 지미신의 원작소설 '최강기렌전설'의 드라마 CD
- Maybe 라디오 드라마 (Voice Maru)
- 장화 신은 고양이 ~가난한 왕자님 이야기~ (팀 건성건성)

### 홍보영상
- 유령왕 5권 PV영상 (제작 임달영, 배급 시드 노벨)
- 다빈치 푸드 (스튜디오 애니멀)